# Lobocheilos fowleri
 Lobocheilos fowleri és una espècie de peix cipriniforme de la família dels ciprínids que es troba a la conca del riu Mekong.